# Idnea
Idnea é um gênero de mariposa pertencente à família Crambidae.